# Figueres
Figueres (Figueras på spanska) är en kommun  i grevskapet Alt Empordà i den katalanska provinsen Girona, i nordöstra Spanien. Figueres hade 2013 en folkmängd på 45 262.
Figueres är surrealistkonstnären Salvador Dalís födelsestad, och där finns Dalí Theatre and Museum som har den största samlingen av hans stora verk.

## Galleri

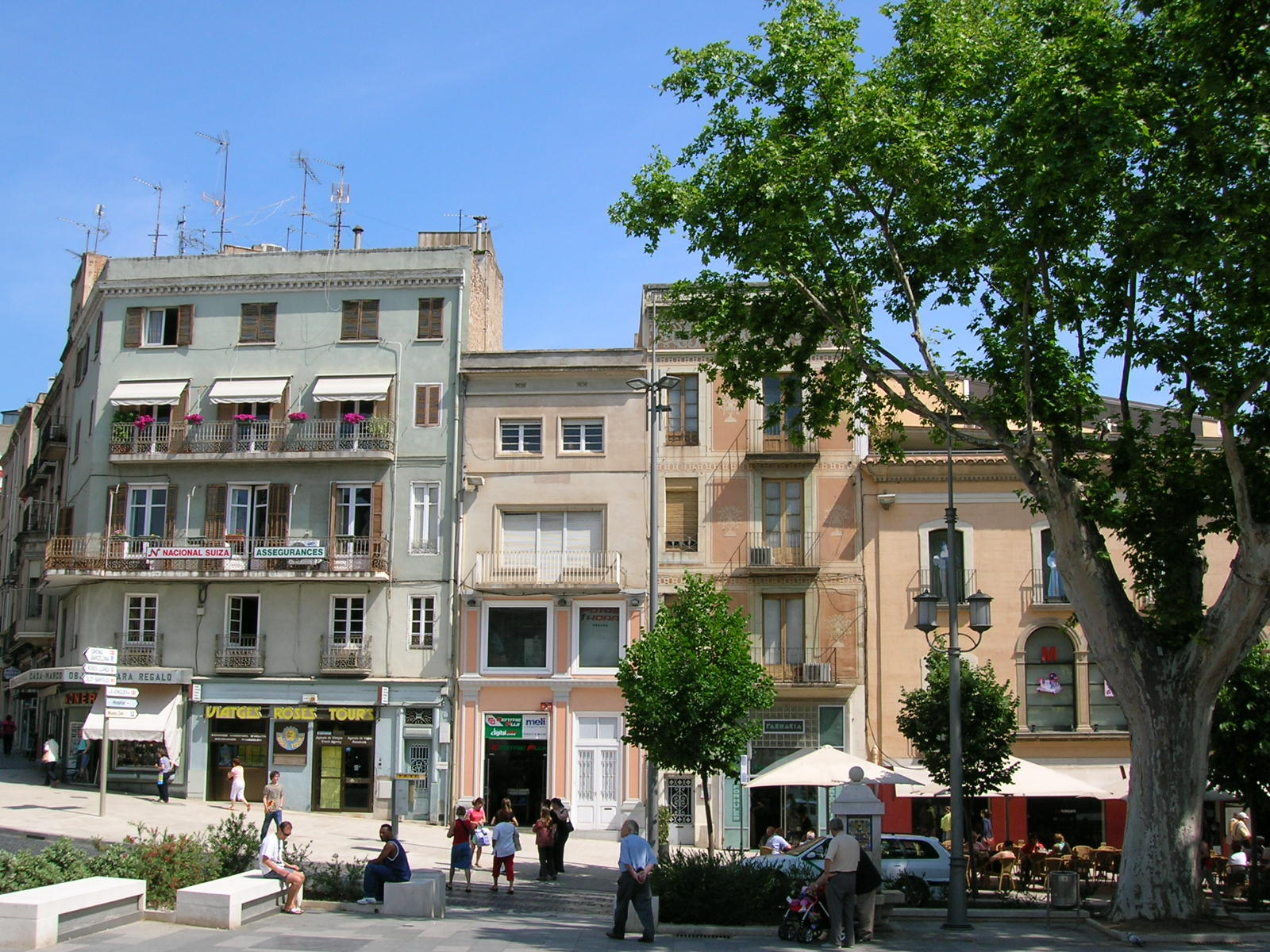
Figueres centrum.
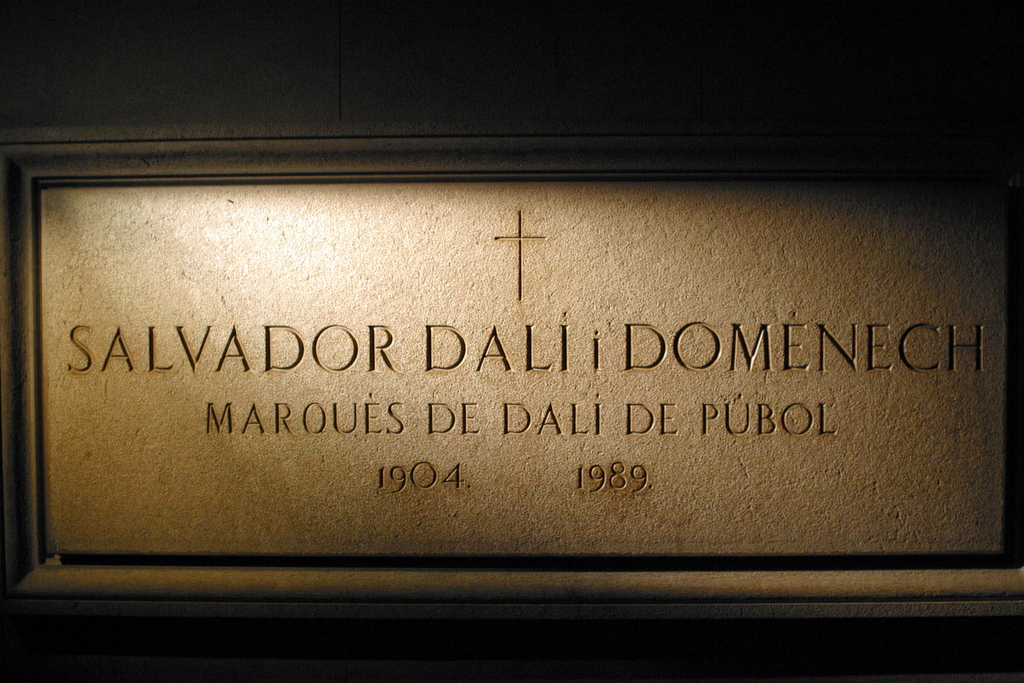
Salvador Dalís grav vid Dalí Theatre and Museum.
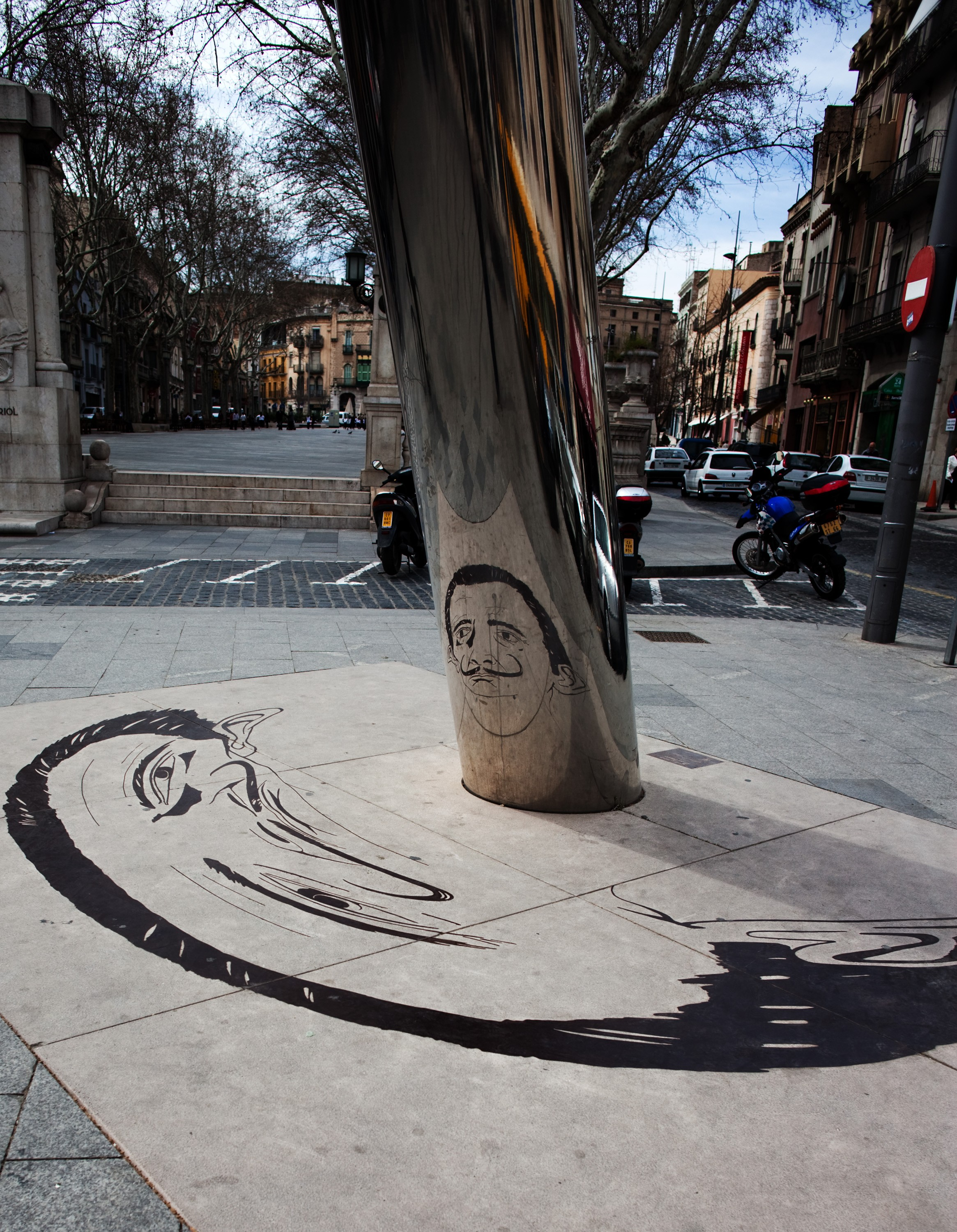
Hyllning till Salvador Dalí.
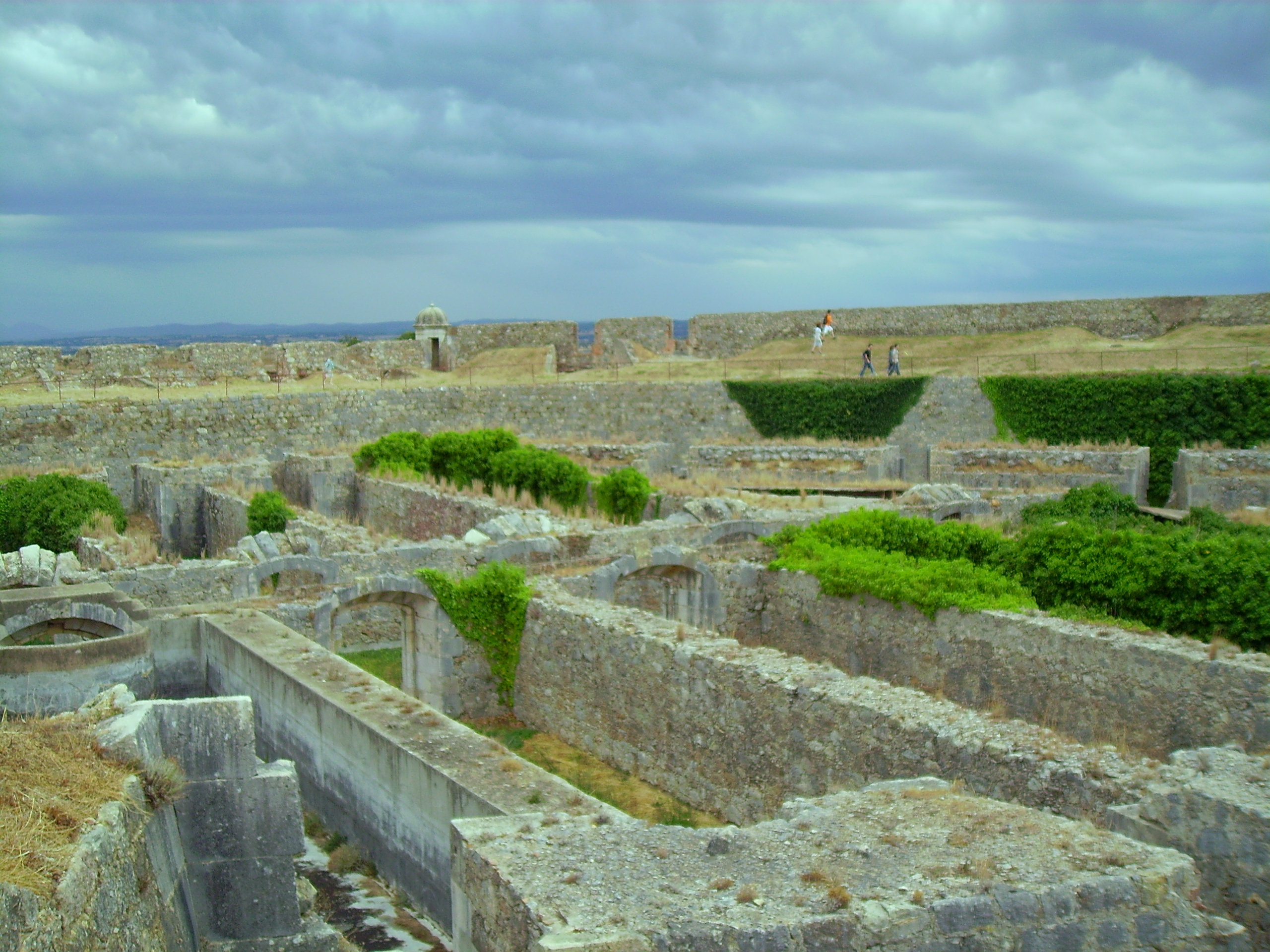
Slottet San Fernando.
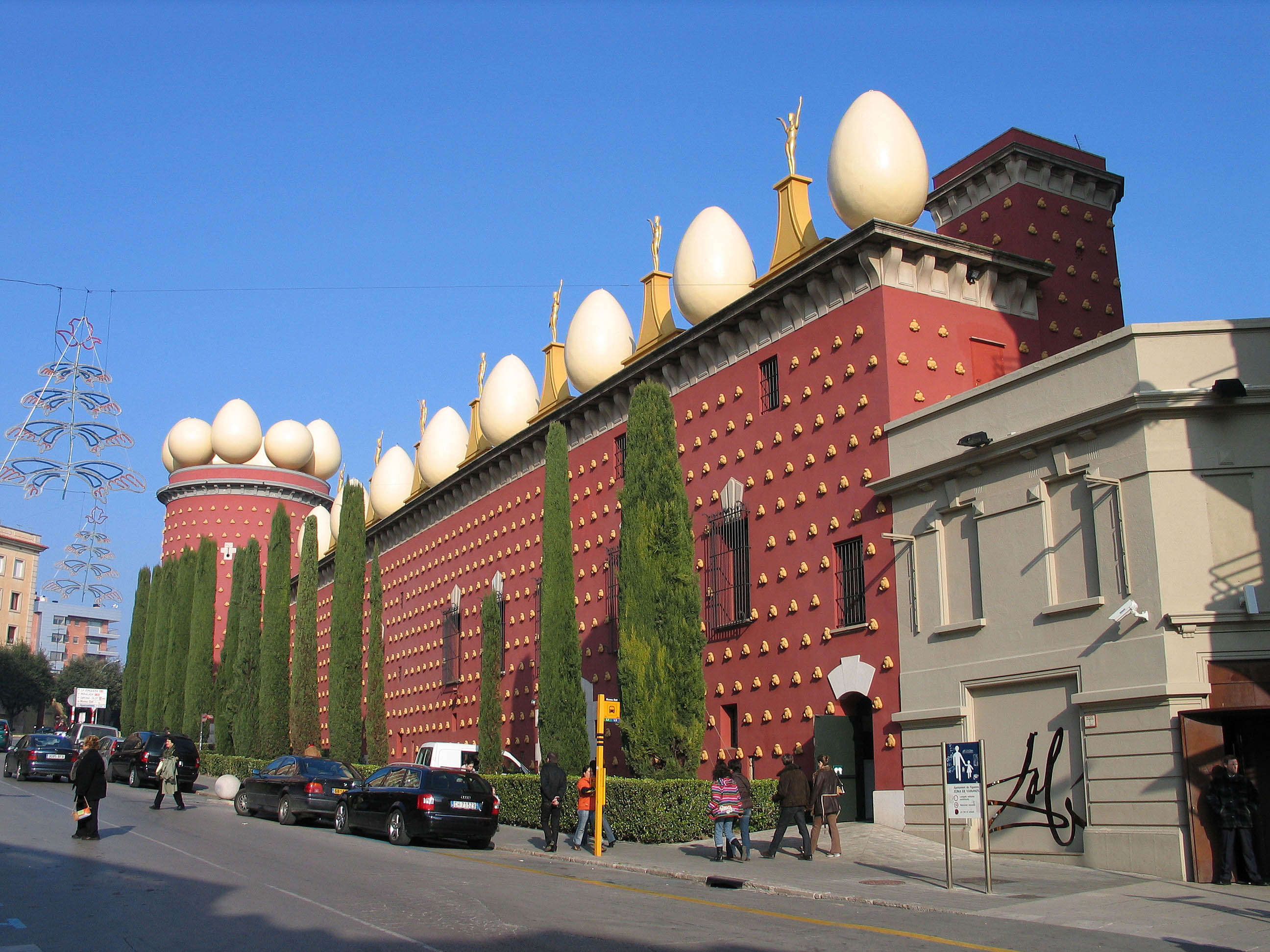
Dalí Theatre and Museum
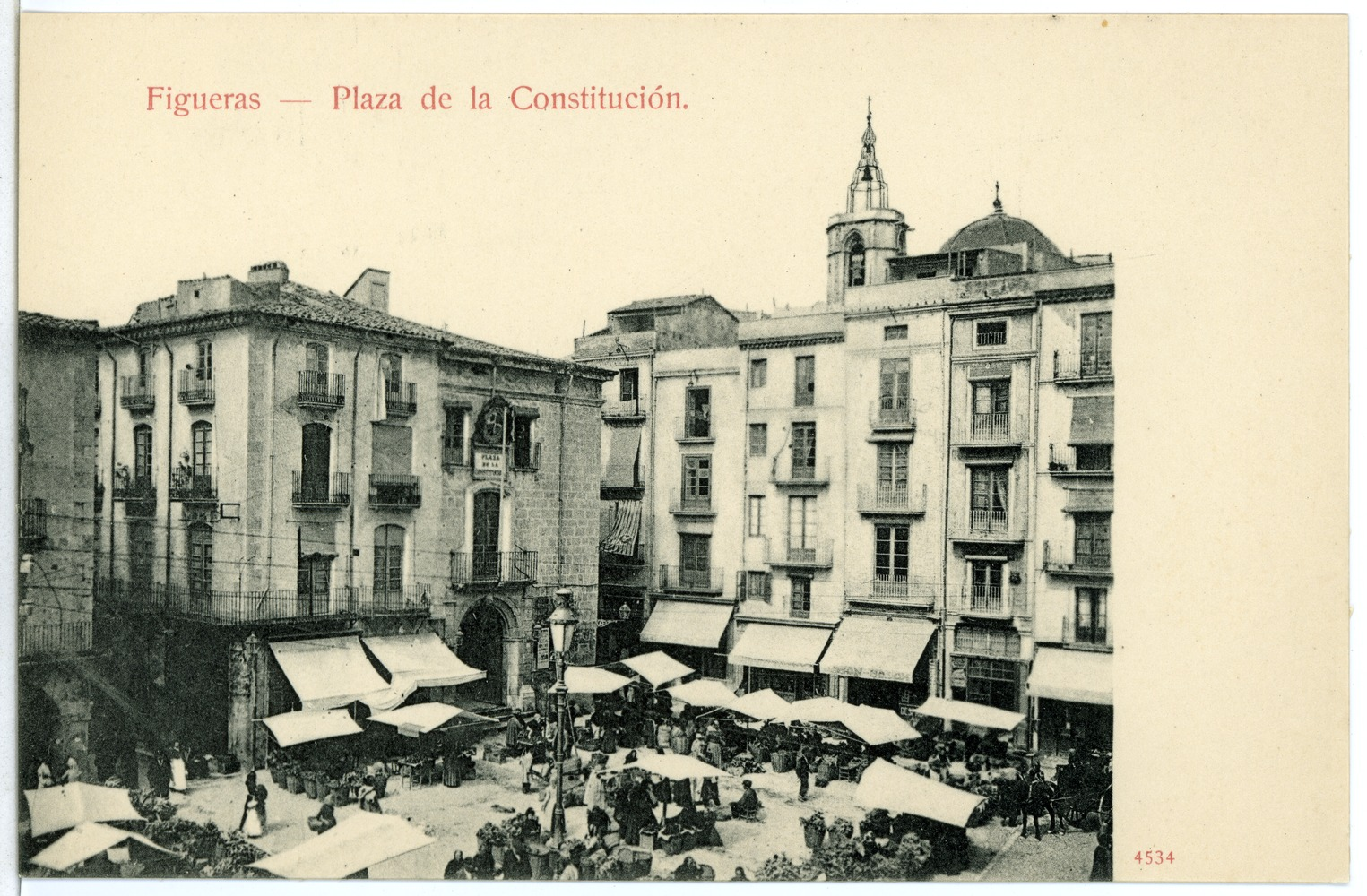
Plaza de la Constitución 1903.